# Scopula consimilata
Scopula consimilata là một loài bướm đêm trong họ Geometridae.